# Neotridactylus albidus
Neotridactylus albidus är en insektsart som beskrevs av Günther, K.K. 1976. Neotridactylus albidus ingår i släktet Neotridactylus och familjen Tridactylidae. Inga underarter finns listade i Catalogue of Life.